# ویلبور (اورگن)
ویلبور (به انگلیسی: Wilbur) یک منطقهٔ مسکونی در ایالات متحده آمریکا است که در شهرستان داگلاس، اورگن واقع شده‌است. ویلبور ۱۴۲٫۹۵ متر بالاتر از سطح دریا واقع شده‌است.